# Мен Хао-жань
Мен Хао-жа́нь (кит.: 孟浩然, нар. 689 рік, Сян'ян, нині провінція Хубей — пом. 740) — великий китайський поет династії Тан, справжнє ім'я якого невідоме (дехто вважає, що справжнє ім'я — Хо). Майже все життя провів у селі, мандрував по країні, був відлюдником. Мен Хао-жань продовжив і розвинув традиції пейзажної лірики Тао Юаньміна і Се Лін-Юня. Його творчість знайшла місце у антології поезії «Триста віршів династії Тан», яка була видана в період династії Цін (і згодом часто перевидавалась), що мала п'яте за кількістю віршів, поступаючись лише Ду Фу, Лі Бо, Ван Вею і Лу Чжао-ліню. Найкращі його вірші про природу, про дружбу, про радощі життя відлюдника («Весняний ранок», «В селі у друга», «Ночую на річці Ізяньде», «Пишу на стіні келії вчителя І», «Прощаюся з Ван Веєм») відрізняються класичної ясністю і простотою. Мен Хао-жань — майстер п'ятистопного статутного вірша. Його творчість справила вплив на поезію Кореї, Японії.

## Біографічні дані
Мен Хао-жань народився в Сяньян, нині провінція Хубей, на південь від річки Ханган (притока Янцзи). Поет на все життя залишався дуже прив'язаним до цієї області, про цю область були і його пейзажні вірші. Життя було сповнене негараздів, які були викликані невдачами, пов'язаними з державною службою. До сорока років він займався науками, а коли захотів служити, то спочатку отримав відмову, потім був узятий на місце чиновника, але служив дуже недовго і закінчив свої дні в бідності.
| В Північний зал більше паперів не ношу. До Південної гори знову я в халупу прийшов. Я не розумний — мною знехтував государ. Хворий завжди — і забутий друзями" — «До вечора року повертаюся на гору Наньшань» |

## Характеристика творчості

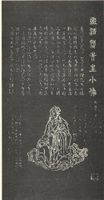
Мініатюра з поезією Мен Хао-жаня

Поет в пам'ятні для країни роки Кайюань і залишив більше двохсот шістдесяти віршів, здебільшого п'ятистопних. Найбільшим другом Мен Хао-жаня був Ван Вей. Саме йому поет присвятив вірш «Прощаюся з Ван Веєм», де показує велику роль дружби в житті людини.
| Якщо я піду шукати запашні трави, Зі мною, на жаль, не буде улюбленого друга, І в цій дорозі хто стане мені доброю опорою? Цінителі почуття зустрічаються у світі так рідко … — «Прощаюся з Ван Веєм» |

У зв'язку з дружбою вони поділяли і їх популярність як поети пейзажів. У творчості Мен Хао-жаня є благородство відчуженості від чиновницької метушні, є сумна радість злиття з природою, є доброта нелицемірного людського почуття. Творчість Мен Хао-жаня тематично не виходить за межі вузького маленького світу, у якому він жив (він називав себе луменським відлюдником). Великий сунський поет Су Ши відзначав висоту змісту поезії Мен Хао-Жаня і обмеженість відображеного в ній життя. Але цей вузький маленький світ був невіддільною складовою частиною великого і широкого світу, що лежав перед танською поезією, і вірші Мен Хао-жаня цінні, бо в них укладеної доля самого поета:
| Листя опало, і гуси пролетіли на південь. Північний вітер холодний на осінній річці. — «У ранний холод на річці мої почуття» |

Вірші чисті й вільні від зайвих слів, схожі на скульптурні зображення, так ясно вимальовуються в них і людина і природа, і все це разом створює картину життя, що оточувала поета і його друзів, до яких він звертається у своїх віршах. Мен Хао-жань був — мирний відлюдник, але разом з тим сміливий першопроходець нових шляхів у поезії: лише рішуче відкинувши живучу спадщину палацових поетів і звернувшись до знову відродженим творінь Тао Юань-міна з його твердженням людської особистості і Се Лін-Юня з його проникненням в природу, він зумів просто і виразно виразити себе в своїх віршах.
|  | Я люблю вчителя Мена |

 — писав Лі Бо.